# King William Street (metropolitana di Londra)
King William Street è stata una stazione fantasma della metropolitana di Londra. Fu, per un breve periodo, il capolinea originale della City and South London Railway (C&SLR),  oggi la Linea Northern. Si trovava nella Città di Londra ed era situata su King William Street, poco a sud dell'attuale stazione di Bank e Monument. Durante la sua vita operativa, la stazione successiva in direzione sud era Borough.
La stazione ebbe vita breve e rimase in uso per meno di dieci anni. Prendeva il nome dalla strada sotto la quale si trovava, che a sua volta prende nome da Re Guglielmo IV del Regno Unito.

## Storia

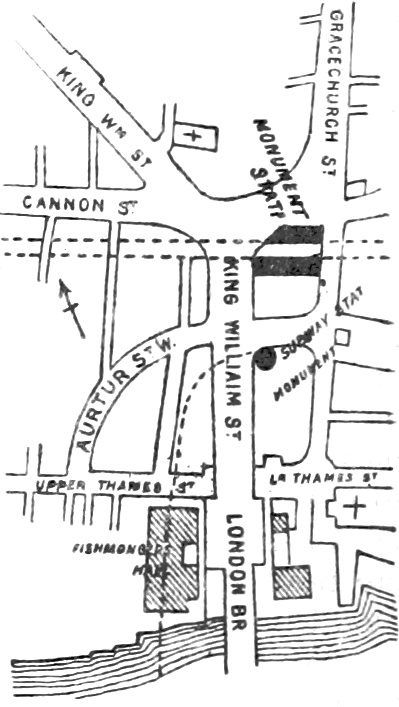
Mappa del 1888 che mostra la posizione della stazione, nonché della stazione di Monument, allora appena aperta. La raffigurazione della C&SLR non è corretta; in effetti la linea passava sotto Arthur Street.

King William Street aprì il 18 dicembre 1890. Era costituita da un grande tunnel con pareti di mattoni, cui si accedeva dalla superficie per mezzo di ascensori o di una scala a spirale; l'ingresso era incorporato in un edificio già esistente all'angolo tra King William Street e Arthur Street. La stazione disponeva di due piattaforme, una su ciascun lato del binario singolo centrale; una per l'ingresso dei passeggeri e l'altra per l'uscita, un sistema che in seguito venne battezzato soluzione spagnola. Il tunnel della stazione stessa era situato sotto Monument Street e correva in direzione est-ovest attraversando King William Street e terminando sotto Arthur Street. I tunnel di accesso alla stazione avevano curve strette e pendenze ripide per poter passare sotto il Tamigi rimanendo sotto Swan Lane e Arthur Street dove esisteva il diritto di passaggio.
La combinazione tra la conformazione della stazione e il pessimo allineamento dei tunnel ne limitava la capacità e fin dal 1893, nel progettare il proseguimento della linea verso nord, si decise di optare per un nuovo tracciato. Al tempo stesso, negli anni successivi all'apertura, furono prese una serie di iniziative per migliorare le operazioni, dato che la stazione era utilizzata da circa 15.000 passeggeri al giorno. Nel 1895 fu costruita una piattaforma a isola centrale con binari su entrambi i lati, per permettere a due treni di utilizzare la stazione contemporaneamente; ciò nonostante, la capacità rimase limitata. L'installazione dello scambio per permettere l'utilizzo dei due binari comportò l'accorciamento delle piattaforme, che ora potevano ospitare solo treni a tre carrozze.
Quando la linea fu estesa in direzione nord fino a Moorgate furono costruiti dei nuovi tunnel con un allineamento differente che si staccavano dalla linea esistente poco a nord della stazione di Borough, passando per una nuova stazione a London Bridge e per una stazione alternativa nella City, Bank. Gli attuali tunnel della linea Northern passano sotto il Tamigi a est del Ponte di Londra, mentre i vecchi tunnel per King William Street passavano a ovest del ponte. Nella sezione che passava sotto il fiume, il tunnel in direzione sud si trovava sotto quello in direzione nord. La stazione chiuse il 24 febbraio 1900.
Allo scoppio della guerra nel 1914 ci furono timori che i tunnel abbandonati venissero utilizzati da spie o sabotatori: pertanto venne eseguita una perquisizione accurata, dopo la quale i binari rimasti vennero rimossi e gli ingressi dei tunnel furono sigillati.
L'edificio originale della stazione fu demolito nel 1933 e un nuovo palazzo di uffici (Regis House) fu costruito sul sito. Il pozzo degli ascensori venne riempito di cemento armato, ma l'accesso alla stazione rimase possibile per mezzo della scala a spirale originale. Allo scoppio della seconda guerra mondiale, nel 1940, i vecchi tunnel fra Borough e King William Street furono in parte convertiti (con l'eccezione del tratto direttamente sotto il Tamigi, chiuso da paratie stagne) per essere utilizzati come rifugio antiaereo. Il sito della stazione stessa fu convertito in rifugio con l'inserimento di una partizione orizzontale per creare due piani, un sistema di ventilazione forzata e l'apertura di nuovi punti di accesso, in modo da consentire di ospitare fino a 2.000 persone. Negli anni ottanta erano ancora visibili numerose tracce dell'uso della stazione come rifugio, come le partizioni per le toilette e poster originali del tempo di guerra.
Alla fine della guerra la stazione fu utilizzata dai proprietari di Regis House come deposito per documenti.  Tutti gli ingressi al rifugio furono demoliti tra il 1959 e il 1960, ad eccezione di quello per mezzo della scala a spirale originale, utilizzato dalla London Underground per l'accesso a scopi di manutenzione. Nel 1995 Regis House è stata demolita e sostituita da un altro edificio con lo stesso nome. L'ingresso per il personale della metropolitana è rimasto, ma le visite per il pubblico non sono più permesse in quanto ora i tunnel ospitano cavi ad alta tensione.
I tunnel di approccio alla stazione sotto Arthur Street saranno ulteriormente parzialmente demoliti dallo scavo del pozzo di accesso per la costruzione del nuovo tunnel della linea Northern nell'ambito della ristrutturazione della stazione di Bank e Monument. Un tunnel di accesso laterale collegherà il pozzo con il sito della vecchia stazione.